# Русская филармония
Симфонический оркестр Москвы «Русская филармония» — российский музыкальный коллектив. Финансируется за счёт средств правительства Москвы.
Директор оркестра Гаянэ Шиладжян, главный дирижёр — Фабио Мастранджело.

## История
Симфонический оркестр «Русская филармония» был создан в 1995 году под патронажем телекомпании ТВ-6, его возглавил дирижёр Александр Ведерников, под руководством которого коллектив проработал три года, после чего был распущен. В 1997 году вышла единственная запись оркестра — альбом «Музыка российского кино» с произведениями Сергея Прокофьева, Дмитрия Шостаковича, Исаака Дунаевского, Бориса Чайковского, Тихона Хренникова, Георгия Свиридова и Валерия Гаврилина.
20 апреля 2000 года оркестр был вновь учреждён под тем же названием и руководством постановлением правительства Москвы; в новый состав вошло сорок музыкантов из числа работавших в 1995—1998 гг. В 2001 году департаментом культуры города Москвы директором оркестра была назначена Гаянэ Шиладжян. Свой первый концерт коллектив дал 19 марта 2001 года в Большом зале консерватории. Первый год после создания оркестр запомнился выступлениями на сцене храма Христа Спасителя и на открытии Международного фестиваля каскадеров.
В январе 2002 года во время выступления в Большом зале Московской консерватории дирижёром являлся Сергей Стадлер. По мнению обозревателя «Коммерсанта» Елены Черемных оркестр «Русская филармония» в 2002 году стал «сюрпризом сезона» за исполнение Пятой симфонии Бетховена в Большом зале консерватории и исполнение симфонической и оперной музыки в зале Церковных соборов храма Христа Спасителя под руководством дирижёра Александра Титова. В сентябре 2003 года «Русская филармония» участвовала в 13-м музыкальном фестивале «Пражская осень» в Чехии.
В 2006 году главным дирижёром стал Максим Федотов, а в марте 2011 года — Дмитрий Юровский.
В 2010 году оркестр стал членом Ассоциации оркестров Азиатско-Тихоокеанского региона и выступил организатором саммита данной организации в Москве. Всего за симфонический сезон 2010-11 гг оркестр дал 65 концертов.
Весной 2012 года оркестр выступал на III Международном фестивале Мстислава Ростроповича и IV Фестивале классической музыки «Симфония степной Пальмиры» в Оренбурге. В марте 2013 года оркестр давал концерты в Стамбуле и Софии. В течение всего концертного сезона 2012—2013 годов оркестр дал 128 концертов.
В июне 2013 года «Русская филармония» стала организатором и впервые провела фестиваль классического музыкального искусства «Музыкальные ассамблеи в Царицыно». В рамках перекрестного года культуры России и Великобритании в январе 2014 года оркестр выступил в Лондоне в концертном зале Royal Festival Hall.
2 апреля 2015 года коллектив выступил в Дома музыки в рамках монофестиваля «Музыка П. И. Чайковского». В сентябре 2015 года оркестр принимал принимал участие в Брукнеровском фестивале в Линце и Братиславском музыкальном фестивале. Также «Русская филармония» являлась участником 59-го международного фестиваля им. Глинки.
В июле 2018 года коллектив принимал участие в IV Дачном фестиваль имени Фёдора Шаляпина. Во время чемпионата мира по футболу 2018 года, «Русская филармония» выступала в Сочи.
С сентября 2018 года главным дирижёром оркестра «Русская филармония» стал Фабио Мастранджело.

## Деятельность
Оркестр «Русская филармония» исполняет музыку различных стилей и жанров. Ряд проектов «Русской филармонии» посвящены рок-музыке. Оркестр даёт концерты с рок-группой Би-2 (в 2015 году в Москве и Санкт-Петербурге, в 2017 году в Государственном Кремлёвском дворце). «Русская филармония» являлась участником фестиваля «Нашествие-2016». В честь 30-летия выхода альбома «Barcelona» группы Queen оркестр создал проект, в котором впервые этот альбом прозвучал в симфоническом исполнении, премьера проекта состоялась в ноябре 2018 в Государственном Кремлёвском Дворце.
К джазу оркестр обратился в марте 2010, когда под управлением американского дирижёра Дэвида Генделя исполнил программу «Гершвин-гала».
Оркестр сотрудничает с российскими и зарубежными музыкантами и певцами. В концертах оркестра принимали участие такие исполнители как Роберто Аланья, Борис Березовский, Паата Бурчуладзе, Максим Венгеров, Роландо Виллазон, Кири Те Канава, Хосе Каррерас, Хосе Кура, Вадим Репин, Аль Бано, Джон Лорд, Галина Вишневская, Хосе Каррерас, Валерия, Китаро, Денис Мацуев, Иэн Гиллан.
В феврале 2017 оркестр сопровождал ледовое гала-шоу Ильи Авербуха «Юбилей кругу друзей. 7:0» в «Лужниках» в честь юбилея тренера Татьяны Тарасовой с участием звёзд эстрады и спорта, в том числе Филиппа Киркорова и Тамары Гвердцетели.

## Главные дирижёры
- Ведерников Александр (2001—2004)
- Кочнев Юрий (2004—2006)
- Федотов Максим (2006—2010)
- Юровский Дмитрий (2011—2018)
- Мастранджело Фабио (2018)

## Награды
- Благодарность Министра культуры Российской Федерации (2012) — за активное участие в подготовке и проведении Второго Всероссийского музыкального конкурса[60]
- Благодарность Главы Администрации Президента РФ (2015) — за активную деятельность в подготовке и проведении мероприятий, связанных с празднованием 70-летия Победы в Великой Отечественной войне 1941—1945 гг.
- Почётная грамота Московской городской думы (25 мая 2016 года) — за заслуги перед городским сообществом и в связи с юбилеем[61]